# ضربه (فیلم ۲۰۰۰)
ضربه (به انگلیسی: Blowback) یک فیلم سینمایی آمریکایی در ژانر هیجان انگیز محصول سال ۲۰۰۰ به کارگردانی مارک ال. لستر و با بازی ماریو فن پیبلز و جیمز رمار است.

## داستان
این فیلم از کارآگاه مورل (ون پیبلز) پیروی می‌کند، او تحقیق می‌کند که آیا یک سری از قتل‌های مشابه با کسانی که سال‌ها پیش توسط ویتمن (ریمار) انجام شده توسط یک فرد جدیدی است یا خیر

## بازیگران
- ماریو فن پیبلز در نقش بازرس دان مورل
- جیمز رمار در نقش ویتمن
- دیوید گرو در نقش سرو. بارنت
- استفان کافری در نقش نماینده نوروود

## تولید
فیلمبرداری در سن دیگو کالیفرنیا انجام شده‌است.